# Potentilla argenteiformis
Potentilla argenteiformis är en rosväxtart som beskrevs av Kauffm.. Potentilla argenteiformis ingår i Fingerörtssläktet som ingår i familjen rosväxter. Inga underarter finns listade i Catalogue of Life.